# Schizopelex persica
Schizopelex persica là một loài Trichoptera trong họ Sericostomatidae. Chúng phân bố ở miền Cổ bắc.